# Plath (Familienname)
Plath ist ein deutscher Familienname.

## Namensträger
- André Plath (* 1960), deutscher Journalist, Autor, Fotograf, Kulturmanager und Blogger
- Andre Plath, deutscher Springreiter
- August Plath (1800–1870), deutscher Holzhändler, Mitglied der Hamburgischen Bürgerschaft
- Axel Plath (1905–1962), deutschbaltischer Maler und Kunstlehrer
- Bruno Meyer-Plath (1902–1987), deutscher Bauforscher
- Carina Plath (* 1966), deutsche Kunsthistorikerin und Kuratorin
- Carl Plath (1825–1910), Mitbegründer der C. Plath Fabrik nautischer Instrumente, Hamburg
- Christa Randzio-Plath (* 1940), deutsche Politikerin (SPD), MdHB, MdEP
- Dietmar Plath (* 1954), deutscher Luftfahrtfotograf
- Elsa Plath-Langheinrich (geb. Langheinrich; * 1932), deutsche Autorin und Heimatforscherin
- Georg Plath (1860–1948), deutscher evangelischer Theologe und Heimatforscher
- Gisela Müller-Plath (* 1963), deutsche Psychologin
- Gordian Meyer-Plath (* 1968), deutscher Verfassungsschützer
- Helmut Plath (1911–1990), deutscher Museumsdirektor und Archäologe
- Joachim Plath (1893–1971), deutscher Konteradmiral

- Johann Christian Plath (Unternehmer) (1738–1817), deutscher Holzhändler
- Johann Christian Plath (Geistlicher) (1790–1852), deutscher Geistlicher
- Johann Heinrich Plath (1802–1874), deutscher Historiker, Klassischer Philologe und Bibliothekar
- Jörg Plath (* 1960), deutscher Journalist
- Karl Werner Plath (1951–2006), deutscher Lyriker, Ost-Rock-Texter, Hörspiel-Autor und Nach-Dichter der Shakespeare-Sonette
- Kathrin Plath (* 1969), deutsche Kostümbildnerin
- Konrad Plath (1865–1927), deutscher Bibliothekar und Historiker
- Maike Plath (* 1970), deutsche Theaterpädagogin und Autorin
- Manfred Plath (* 1961), deutscher Fußballspieler
- Peter Plath (1933–2017), deutscher Mediziner
- Robert Plath (* 1959), deutscher Sprachwissenschaftler (Mykenologe)
- Stephan Plath (* 1971), deutscher Admiral der Bundeswehr
- Sylvia Plath (1932–1963), US-amerikanische Lyrikerin und Schriftstellerin
- Theo Plath (* 1994), deutscher Fagottist
- Thoralf Plath (1962–2017), deutscher Journalist und Sachbuchautor
- Tilman Plath (* 1978), deutscher Osteuropahistoriker
- Ulrike Plath  (* 1972), deutsche Historikerin
- Ulrike Streck-Plath (* 1965), deutsche Autorin, Komponistin und Designerin
- Uwe Plath (Historiker) (geboren 1942), deutscher Gymnasiallehrer, Historiker und Regionalforscher
- Uwe Plath (Musiker) (geboren 1964), deutscher Saxofonist, Jazzmusiker, Jazzpädagoge und Leiter der Glen-Buschmann-Jazzakademie in Dortmund
- Werner Plath (Manager) (1902–1971), deutscher Versicherungsmanager
- Werner Plath (Schwimmer) (1918–1945), deutscher Schwimmer
- Wilhelm Plath (1795–1877), deutscher Mediziner
- Wolfgang Plath (1930–1995), deutscher Musikwissenschaftler und Mozart-Forscher